# Illuminationsphilosophie
Die Illuminationsphilosophie (arabisch حكمة الإشراق, DMG ḥikma al-išrāq, persisch حکمت اشراق, DMG ḥekmat-e ešrāq, ‚Weisheit der Erleuchtung‘) entstand im 12. Jahrhundert in Persien. Sie wird auch als Philosophie des Lichts bezeichnet. Als ihr Begründer gilt Schihab ad-Din Yahya Suhrawardi, der die Illumination (arabisch الإشراق, DMG al-išrāq, persisch اشراق, DMG ešrāq, ‚Erleuchtung‘) ins Zentrum seiner Lehre stellte. Bis heute besteht eine Tradition der illuminationistischen Philosophie innerhalb der islamischen Philosophie, besonders in Persien. Als neuere Vertreter gelten u. a. Henry Corbin und Mehdi Hairi Yazdi.
Die islamische Illuminationsphilosophie ist nicht zu verwechseln mit antiker Lichtmetaphysik oder der Illuminationslehren von Augustinus oder Thomas von Aquin.

## Allgemeines
Die Illuminationsphilosophie stellte verschiedene aristotelische Grundannahmen in Frage, die in der islamischen Welt durch Ibn Sina (latinisiert Avicenna) vertreten wurden. Sie wird deshalb auch als Kritik an der peripatetischen Lehre gesehen.
Das zentrale Interesse der Illuminationsphilosophie stellt die Erkenntnistheorie dar, also die Frage, wie man zu Wissen und Erkenntnis gelangt. Illuministen ziehen intuitive Erkenntnis der diskursiven Erkenntnis vor. Diskursives Erkennen vollzieht sich stufenweise durch begriffliches, logisches Denken. Dies kann beispielsweise durch Induktionsschlüsse geschehen. Es ist kennzeichnend für diskursives Erkennen, dass es für andere rekonstruierbar ist. Wissenschaftliches Arbeiten wird auch als diskursiv bezeichnet. Intuitiv erfasst man etwas als Ganzes und mit einem Mal, dies ist deshalb für andere nicht nachvollziehbar. Als Beispiel kann man ein Gedicht intuitiv erfassen oder man kann diskursiv eine Interpretation des Gedichts nachvollziehen.
In der Streitfrage nach dem Vorrang von „Essenz“ (Wesen) oder „Existenz“ plädiert die illuminationistische Philosophie für den Primat der „Essenz“. Diese Annahme wurde von den Philosophen Suhrawardi und Mir Damad vertreten und später von Mulla Sadra kritisiert.
In der illuminationistischen Philosophie wird Lichtmetaphorik verwendet, um den Zusammenhang zwischen Gott und seiner Schöpfung zu untersuchen. Gott gilt als das absolute Licht, das Licht der Lichter. Die Realität wird als ein Kontinuum aus Licht begriffen, die ein Teil Gottes ist.
Es besteht eine Kontroverse über die Frage, inwieweit die illuminationistische Philosophie Elemente islamischer Mystik enthält oder zur Mystik zählt.

## Ursprung
Die illuminationistische Philosophie geht auf den arabischen Begriff „ischrāq“ (إِشْراق) zurück. „Ischrāq“ bedeutet Aufgang oder Sonnenaufgang. Er steht auch in Beziehung zu dem Begriff „maschriq“ für Osten oder Orient und dient deshalb als Bezeichnung für östliche Philosophie. In der persischen Literatur wird der Begriff verwendet, um unmittelbares, intuitives Wissen zu beschreiben im Gegensatz zu Wissen, das durch kognitive Vernunftmethoden erlangt wurde. Die Frage nach intuitivem Erkennen geht auf Ibn Sina zurück, der in seinem Werk „Östliche Philosophie“ (al-Hikma al-maschriqiya) versucht hat, sich vom Peripatismus zu lösen und ein umfassenderes philosophisches System zu entwickeln.
Als Begründer der illuminationistischen Philosophie gilt jedoch der persische Philosoph Suhrawardi, der im zwölften Jahrhundert das Werk „Weisheit der Illumination“ (Hikmat al- ishrāq) verfasste.

## Suhrawardi
Schihāb ad-Dīn as-Suhrawardi (1154–1191) ist der Begründer der illuminationistischen Philosophie (Hikmat al-Ischrāq), die zum Kennzeichen der persischen Philosophietradition wurde.
Suhrawardi wurde 1154 im Nordwesten Irans geboren. Sein Studium der Theologie und der Philosophie absolvierte er in Maragha (Aserbaidschan) und Isfahan. Seine eigene Schaffensperiode begann er knapp dreißigjährig (1183) in Aleppo, Syrien. Wenige Jahre später wurde er jedoch auf Befehl Saladins (Salah ad-Din) hingerichtet. Die genaue Ursache für seine Tötung ist unbekannt, es wird spekuliert, dass sein Tod religiöse oder politische Hintergründe hatte. Auf Grund der Umstände seines Todes wird Suhrawardi auch „al-Maqtul“ (der Getötete) genannt.

### Suhrawardis illuminationistische Lehre
Suhrawardi beschäftigte sich in seinen Lehren besonders mit der Erkenntnistheorie. Sein Interesse galt der Frage, wie man Wissen erlangen könne und welche Gültigkeit es besitze. Er entwickelte seine eigene Lehre anhand einer Kritik und Weiterentwicklung der peripatetischen Philosophietradition, wie Avicenna (Ibn Sina) sie vertrat. Die Peripatetiker gingen von einer konstanten, absoluten und universellen Gültigkeit der Wahrheit aus, die beispielsweise mit der aristotelischen Methode feststellbar sein sollte. Für Avicenna gab es sowohl den aristotelischen Erkenntnisweg als auch intuitives Erkennen.
Für Suhrawardi gab es jedoch nur intuitive Erkenntnis. Er wehrte sich dagegen, dass ein Gegenstand in bestimmten Kategorien wahrgenommen werden könne. Seiner Ansicht nach wies jeder Gegenstand eine bestimmte Essenz auf, die nicht durch die Feststellung bestimmter Merkmale oder die Einordnung in ein Schema erfasst werden könne. Suhrawardi plädierte deshalb den direkten, intuitiven Zugang zum Gegenüber, denn nur so könne die Einzigartigkeit eines Gegenübers und seiner speziellen Eigenschaften erkannt werden. Das Erkennen ist vergleichbar mit der Erfahrung von Schmerzen, die auch unmittelbar verläuft. Suhrawardi nennt es deshalb auch ein „Erkennen (bzw. ein Wissen) durch Gegenwart“.
Den Erkenntnisprozess verglich er mit dem Vorgang des sinnlichen Sehens. Der Gegenstand müsse als Ganzes wahrgenommen werden und im Bewusstsein gegenwärtig sein. Dieses Erkennen nannte er den Vorgang der Illumination oder der Erleuchtung. Im Moment des Erkennens empfängt man nach Suhrawardi einen Lichtstrahl.
Der Strahl ist nach Suhrawardi nicht bildlich gemeint, denn für ihn ist alles, was existiert, die gesamte Realität Licht. Alles Seiende besteht aus Licht. Gott ist das absolute, vollkommene Licht, das Licht der Lichter. Er hat die Welt erschaffen, indem er Ströme von Licht ausgesendet hat. Je nachdem, wie viel Licht den einzelnen Dingen zuteilwurde, nehmen sie in Gottes Schöpfung einen unterschiedlichen Rang ein. (Rudolph 2004: 84)
Die für Suhrawardi nächstliegende Erkenntnisfrage ist auf das Selbst gerichtet. Für Suhrawardi lässt sich Selbsterkenntnis durch Askese und die Loslösung von Dunkelheit erreichen. Er beschrieb eine Reihe von asketischen Praktiken (wie z. B. 40 Tage fasten und Enthaltsamkeit von Fleisch). Dies solle helfen, um die Dunkelheit loszuwerden und sich auf die Welt des Lichts vorzubereiten. Auf diese Weise gereinigt, ist man bereit, das göttliche Licht zu empfangen. Dies kann durch Lichtblitze geschehen, die die Grundlage für wahres Wissen bilden.
Durch seine Lehre der Illumination räumte Suhrawardi mystischem und intuitivem Wissen einen ganz neuen Stellenwert in der Erkenntnislehre ein. Die von Suhrawardi eingeführte Illuminationslehre prägt bis heute die persische Philosophietradition.

## Mir Damad
Muhammad Baqir Mīr Dāmād (gest. 1631) wurde in Astarabad als Sohn einer angesehenen und religiösen Familie geboren. Er wuchs in Maschhad auf und begann dort seine Ausbildung. Später erhielt er den Beinamen „Sayyid al-Afadil“ („Prinz der Belesensten“). In seinem Studium widmete er sich besonders den Schriften Avicennas und stand in der Tradition der peripatetischen Schule. In Isfahan setzte er seine Studien fort und wurde später der Lehrer von Mulla Sadra und Mitbegründer der Schule von Isfahan. Er wird auch als der „Dritte Meister“ nach Aristoteles und Al-Farabi bezeichnet. Mir Damad starb 1631.

### Mir Damads illuminationistische Lehre
Mir Damad beschäftigte sich hauptsächlich mit Erkenntnistheorie und der Philosophie der Zeit. Hier sind besonders seine erkenntnistheoretischen Gedanken interessant. Für Mir Damad gab es zwei Wege, zur Erkenntnis zu gelangen, die sich gegenseitig ergänzen. Der erste Weg ist Erkenntnis durch Illumination (ischrāq). Mir Damad hat von seinen eigenen Illuminationen berichtet und sie auch schriftlich aufgezeichnet. Dieses intuitive Erkennen ist an Suhrawardis Lehren angelehnt. Als zweiten Weg beschrieb Mir Damad diskursives Erkennen, das sich stufenweise durch begriffliches, logisches Denken vollzieht. Insgesamt vertrat Mir Damad die Ansicht, dass intuitives und diskursives Erkennen zu Erkenntnissen führen und dass die Ergebnisse des einen Vorgangs für den anderen stimulierend wirken.
Mir Damads erkenntnistheoretische Lehren sind eng mit seinen ontologischen, seinstheoretischen verknüpft. Für ihn ist das Sein ein Kreislauf aus Licht. Das Licht wird von Gott (absolutes Licht) ausgesendet über mehrere Entstehungsstufen bis in die physikalische Welt und kehrt dann zu ihm zurück.
Auch Mir Damad beschäftigte sich mit der Frage nach der Vorrangigkeit von „Essenz“ (Wesen) oder von „Existenz“. Wie Suhrawardi spricht sich Mir Damad auch für die „Essenz“ aus. Die „Essenz“ oder das „Wesen“ ist Licht. Es ist bei den Dingen, bevor sie in die „Existenz“ treten. Diese Ansicht wurde später von seinem Schüler Mulla Sadra angegriffen.

## Mulla Sadra
Mulla Sadra (1572–1641), auch bekannt unter dem Namen Sadr al-Din al-Schirazi, gilt als einer der größten Philosophen des modernen Persiens. Er verfasste über 40 Werke.
Mulla Sadra wurde 1572 im Südwesten Irans in Schiraz geboren und zog dann nach Isfahan. Dort studierte er Theologie und Philosophie. Er war ein Schüler von Mir Damad und Mir Abu l-Qasim Fendereski (gest. 1640). Man nimmt an, dass Mulla Sadra nach Schiraz zurückkehrte, um dort einer Lehrtätigkeit nachzugehen.
Über ihn wird berichtet, dass er die Pilgerreise nach Mekka sieben Mal auf dem Fußwege zurückgelegt habe und beim siebten Mal in Basra starb.

### Mulla Sadras illuminationistische Lehre
Mulla Sadras Denken umfasste sowohl religiöse als auch philosophische Themen. Anhand seiner zahlreichen Kommentare zu anderen Werken lässt sich seine umfangreiche Kenntnis der Philosophietradition ablesen. So kommentierte er die Hauptwerke Suhrawardis und Avicennas. Mulla Sadra verfasste auch zahlreiche eigene Schriften. Aus den Lehren Mulla Sadras entstand eine eigene philosophische Schule, die bis ins 19. Jahrhundert reichte.
Sein berühmtestes Werk ist das Buch über „Die vier Reisen“ (arabisch كتاب الاسفار الاربعة, DMG Kitāb al-asfār al-arba‘a). Er beschreibt vier Reisen oder vier Wege, auf denen die Seele zur Erkenntnis gelangen kann. Als erste Reise beschreibt er die Metaphysik bzw. die Ontologie, als zweite die Physik, als dritte die Theologie und als vierte die Psychologie oder die Anthropologie.
Den Schwerpunkt legt Mulla Sadra auf die Ontologie, also die Lehre vom Sein. In seiner Betonung des Seins unterscheidet sich Mulla Sadra von Suhrawardi und seinem Lehrer Mir Damad – für sie war das Sein (Existenz) den Essenzen (Essenzen der noch zu schaffenden Dinge) nachgeordnet.
Das Sein umfasst für Mulla Sadra die gesamte Realität, zu der alles zählt, was ist, und so auch Gott. Gott kommt das vollkommene, absolute Sein zu. Alles andere Seiende ist unvollkommen. Es gibt nach Mulla Sadra verschiedene Abstufungen des Seins, je nachdem, wie nah oder fern ein Geschöpf von Gott ist und wie groß sein Anteil am Sein ist. Dadurch entsteht eine Hierarchie zwischen dem Seienden, an deren Spitze Gott mit dem absoluten Sein steht. Die unterste Stufe bilden die materiellen Dinge der Welt.
Alles Seiende strebt nach dem absoluten Sein (nach Gott), um sich selbst zu vervollkommnen. Dieses Streben sorgt für stetige Bewegung. Hierin besteht eine weitere Lehre Mulla Sadras, die Lehre der „substantiellen Bewegung“. Das Geschaffene strebt demnach zu seinem Ursprung, zu seinem Seinsgrund zurück. Die Welt existiert, da Gott sie durch sein Denken zur Existenz bringt.
Mit der Setzung Gottes als dem absoluten, reinen Sein und den unterschiedlichen Abstufungen des Seins in der Welt lässt sich Mulla Sadra in die neuplatonische Tradition einordnen, die hier den „Ersten Intellekt“ sah. Der Unterschied besteht darin, dass im Neuplatonismus die Hierarchie bis zur leiblichen Existenz reicht, die als unvollkommen gilt. Mulla Sadra aber vertrat die Ansicht, dass Gott als reines Sein auch nur reines Sein hervorbringen könne. Dieses reine Sein ist in angepasster Form in allen Dingen anwesend. Es kann mit oder in ihnen existieren. Mulla Sadra nennt es „das Sein, das sich selbst entfaltet“ und mit dem „Notwendigen notwendig“, „mit dem Zeitlichen zeitlich“ und „mit dem Ewigen ewig“ ist.
Er folgt der illuminationistischen Philosophie, indem er Gott als das Licht der Lichter setzt. Das Seiende unterscheidet sich nach dem Grad der Illumination (ischrāq). Es gibt nach Mulla Sadra eine dunkle Welt des Materiellen und eine Welt des hellen Seins Gottes. Die Seele stellt die Verbindung zwischen beiden her. Sie besteht aus Licht und Dunkelheit. Der Einzelne kann nach dem Licht der Lichter, nach Gott, streben und damit mehr göttliches Sein in sich verwirklichen.
Der illuminationistischen Gehalt der Lehren Mulla Sadras wird unterschiedlich bewertet. Von einigen wird es als der Höhepunkt der illuminationistischen Philosophie gesehen.
Andere behaupten, dass es nach Suhrawardi und seinen direkten Nachfolgern keine reinen Vertreter der illuminationistischen Philosophie gegeben hat.
Als unbestritten gilt jedoch, dass er eine Synthese verschiedener Philosophietraditionen hergestellt hat. So verbindet Mulla Sadra in seiner Lehre Elemente des Neuplatonismus von Avicenna mit der Illuminationsphilosophie, die auf Suhrawardi zurückgeht, als auch sufische und mystische Elemente.

## Neuere Strömungen
Die Lehre der Illumination hat bis heute neue Anhänger gefunden, und so stehen die zeitgenössischen Philosophen Henry Corbin, Ha’iri Yazdi und Seyyed Hossein Nasr in der Tradition der illuminationistischen Philosophie. Besonders verbreitet ist die Lehre heute noch im Iran.
Der französische Philosoph und Wissenschaftshistoriker Henry Corbin (1903–1978), der im Iran lebte und arbeitete, wird auch als Neo-Illuminist bezeichnet. Er entwickelte seine Lehren auf der Grundlage von Suhrawardis Vorstellungen. Für Corbin gibt es eine ewige Weisheit der Philosophie, die mithilfe illuminationistischer Philosophie wiedererkannt werden soll. Sowohl Henry Corbin als auch Seyyed Hossein Nasr zielen in ihren Theorien auf die mystische Dimension der Illuminationsphilosophie ab. (Morewedge und Leaman 1998) Der iranische Philosoph Nasr, der u. a. auf Englisch publiziert, ist berühmt für seine metaphysischen und mystischen Schriften. Er versucht, den Herausforderungen des Islam durch die moderne Welt zu begegnen.
Der Iraner Mehdi Hairi Yazdi (1923–1999) hatte eine umfassende Kenntnis der islamischen als auch der europäischen und der amerikanischen Philosophie. Nach dem Studium und langjähriger Lehrtätigkeit in den USA und Kanada kehrte Yazdi in den Iran zurück. In seinen Veröffentlichungen beschäftigte sich Yazdi ausführlich mit der illuminationistischen Lehre und versuchte, mit seinen Ideen eine islamische Antwort auf die moderne analytische Philosophie zu formulieren.